# Ogata Shunsaku

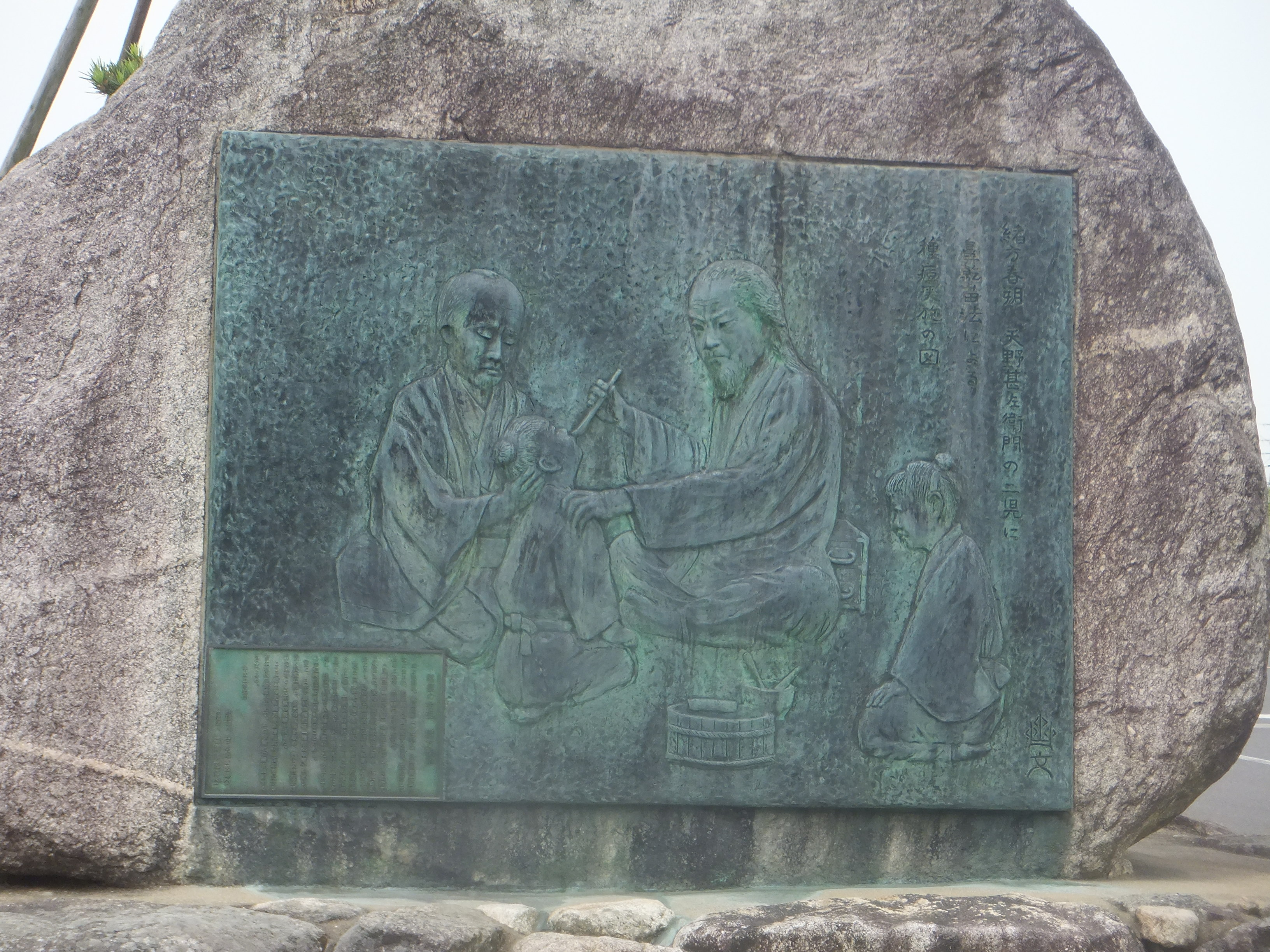
Relief vor dem Asakura Ishikai-Hospital zur Erinnerung an die Einführung der Pockenschutz-Variolation durch Ogata Shunsaku im Jahre 1790

Ogata Shunsaku (jap. 緒方 春朔, * 10. September 1748 in Kurume, Provinz Chikugo (heute: Kurume, Präfektur Fukuoka); † 24. Februar 1810 in Akizuki (heute: Akizuki, Asakura, Präfektur Fukuoka)) war ein japanischer Mediziner, der sich um die Verbreitung der Pocken-Variolation verdient gemacht und so die Grundlagen für die rasche Übernahme der von Edward Jenner entwickelten Vakzination geschaffen hatte.

## Leben
Ogata Shunsaku wurde 1748 in Kurume geboren, wo sein Vater Kawarabayashi Seiemon (瓦林 清右衛門) dem lokalen Lehen diente. Shunsakus eigentlicher Name (imina) war Naruaki (惟章). Dazu kamen später die Autorennamen Saian (済庵) und Dōunken (洞雲軒). In seiner Kindheit wurde er von dem Lehnsarzt Ogata Gensai (緒方 元斉) adoptiert, der damit den weiteren Lebensweg vorzeichnete. Wie viele junge Aspiranten der Medizin zog Shunsaku zunächst nach Nagasaki, um sich bei dem für seine Gelehrsamkeit und reiche Materialsammlung berühmten Holländisch-Dolmetscher Yoshio Kōsaku alias Kyōgyu mit der westlichen Medizin vertraut zu machen. Um die Jahre 1789/90 verlegte er seinen Wohnsitz von Kurume nach Akizuki (秋月). 1789 wurde er vom dortigen Landesherren Kuroda Naganobu (黒田 長舒, 1765–1807) als Arzt eingestellt.
Ogata hatte seit seinem Aufenthalt in Nagasaki ein starkes Interesse an der Pockenimpfung und beschäftigte sich intensiv mit dem 1749 in China erschienenen Werk „Goldener Spiegel der medizinischen Tradition“ (Yīzōng jīnjiàn, 医宗金鑑, japan. Name Isō kinkan). Im 60. Buch dieser Publikation wird eine seinerzeit auch im Nahen Osten genutzte Impfmethode beschrieben, bei der man aus menschlichen Pockenpusteln gewonnenes Puder mit einem Röhrchen in die Nase einbläst, so dass eine, meist mäßige Infektion über die Schleimhäute stattfindet.
Ogata übernahm dieses Verfahren, das er geringfügig modifizierte. Er hatte herausgefunden, dass die Pocken besser anschlugen, wenn man den Patienten das auf einem Löffelchen platzierte Puder durch die Nase hochziehen ließ. Das Impfmaterial gewann er während der Pockenepidemie von 1789/90. Im Jahre 1790 nahm er auf Bitten des Dorfvorstehers Amamo Jinzaemon (天野 甚左衛門) eine Impfung bei dessen zwei Kindern vor. Diese entwickelten Symptome einer Pockeninfektion, genasen jedoch um den 10. Tag herum wieder. Drei Jahre später impfte er erfolgreich fünf Kinder in Nagasaki.
Viele Ärzte jener Zeit gaben ihre Therapien nur an ausgewählte Schüler bzw. eigene Kinder weiter. Ogata jedoch machte sein Wissen 1793 in der Schrift Shutō hitsujun ben (種痘必順弁) öffentlich. Fachwerke wurden gewöhnlich in chinesischer Schriftsprache verfasst. Um auch jene Ärzte zu erreichen, die mit solchen Texten nicht zurechtkamen, verfasste er sein Büchlein in einem leicht verständlichen japanischen Stil. 1795 begleitete er den Landesherren von Akizuki nach Edo (heute Tokyo), dem Sitz des Shogun, wo er zahlreiche Impfungen durchführte und Ärzte aus anderen Lehen instruierte. In den Jahren von 1790 bis 1796 nahm er rund 1100 Schutzimpfungen an Kindern vor.
In der Folge errang Ogata einen überregionalen Ruf und bildete Schüler aus vielen Regionen des Landes aus. Er starb 1810 im Alter von 63 Jahren und wurde im Chōshō-Tempel (Chōshō-ji) beigesetzt. Ein Relief vor dem Krankenhaus der Ärztegesellschaft Amagi-Asakura erinnert an seine historische Pionierleistung.
Dass man gesunde Menschen krank machte und sie dadurch vor ebendieser Krankheit rettete, war ein völlig neues Denken. Dank Ogatas Variolation waren die Ärzte besonders im westlichen Teil Japans mit dem Konzept der Pockenschutzimpfung vertraut. Man wusste durchaus, dass die geimpfte Person gelegentlich an den Folgen der Inoculation schwer erkrankte und starb. Da die Epidemien in unregelmäßigen Abständen ausbrachen, auch übergreifende Daten und statistische Methoden fehlten, konnte ein einzelner Arzt kaum ergründen, wie hoch das Risiko bzw. die Erfolgsquote dieses Verfahrens war.
1796 entwickelt der englische Landarzt Edward Jenner ein Impfverfahren mit Kuhpocken, durch die das Risiko erheblich gesenkt wurde. Mehrere Versuche Anfang des 19. Jahrhunderts scheiterten, das das aus Batavia nach Japan gebrach Vakzin während der Überfahrt im heißen Klima unwirksam wurde. Doch lernte man die einschlägige westliche Literatur wie auch die Vergleiche mit der bisherigen Variolation kennen.
1849 gelang es schließlich dem deutschen Arzt Otto Gottlieb Mohnike, wirksames Vakzin zur niederländischen Handelsstation Dejima zu bringen und erfolgreiche Impfungen vorzunehmen. Da das Prinzip bereits bekannt war und viele Ärzte bereits von dem neuen Verfahren gehört hatte, eilten Ärzte von nah und fern nach Nagasaki, um sich dort Lymphe zu besorgen, die man von geimpften Kindern gewann. Innerhalb weniger Jahre wurde die Vakzination (lat. vaccinus, ‚von Kühen stammend‘) in den meisten Lehen Japans praktiziert. Dies verhalf der westlichen Medizin auch in der allgemeinen Bevölkerung zu erheblichem Ansehen.

## Werke
- Ogata Shunsaku: Shutō hitsujun ben. Ansei 5 (1793) (種痘必順弁)
- Ogata Shunsaku: Shutō kinkatsu. Ansei 8 (1796) (種痘緊轄)
- Ogata Shunsaku: Shutō shōjiroku. Ansei 8 (1796) (種痘證治録)